# Frank Putnam Flint
Frank Putnam Flint (ur. 15 lipca 1862 w North Reading, zm. 11 lutego 1929) – amerykański polityk, członek Partii Republikańskiej.

## Działalność polityczna
W okresie od 4 marca 1905 do 3 marca 1911 był senatorem Stanów Zjednoczonych z Kalifornii (1. Klasa).